# 紐約迷幻
《紐約迷幻》（英語：Delirious）是一部2006年的喜劇電影，由湯姆·迪西洛執導。主演是史提夫·布斯美、米高·彼特和艾莉森·拉曼。
故事講述20歲的Toby Grace（米高·彼特 飾演）由紐約市的一個無家可歸的拾荒者進展成為一名神經質狗仔隊Les Galantine（史提夫·布斯美 飾演）的助手，後來愛上了一位著名的歌手K'harma。

## 劇情
Toby在打斷了一群狗仔隊等待給流行天后K'harma Leeds（艾莉森·拉曼 飾演）拍照時，Toby遇見到Les。Les要求Toby為自己和兩個同事去買咖啡。在拿著咖啡回來的路上，Toby被K'harma的經紀人從一棟建築物裏面攔住，問他是否有攝影師在場。
在攝影師們望向別處後，經紀人引導著K'harma越過Toby走到一輛車。攝影師追上，衝向汽車，與Toby相撞，並灑下了一些咖啡。當晚，Toby在Les的公寓外面走近Les，嚇到了他。他聲稱自己是把咖啡的零錢帶回來的，但最終還是要求當晚留下來陪他，說自己真的感覺很冷，而且沒有地方可住。第二天，Toby提出免費給他當助手，Les接受了。當晚，在被趕出派對後，Les和Toby偷聽到一個明星的經紀人在談論他的客戶在哪裡給他的陰莖做手術。Toby寫下了地址，他們在第二天就到達那裡。在等待了相當長的時間後，Les拍攝到一個名人的鏡頭，稱其為「舉世震驚的照片」，但他只得到700美元的報酬。
Les為Toby免費拍大頭照，幫助Toby開始做演員的夢想。K'harma帶Toby到後台，但沒有帶Les，激怒了Les，最終他們的合作關係開始逐漸不耐煩。第二天，在Les的公寓，Toby接到K'harma的電話，邀請他參加她的生日派對。Toby同意，條件是他可以帶著Les一起來，補償給Les。
在派對上，Les同意不拍攝，但Les還是拍了K'harma與艾維斯·卡斯提洛一起的照片，令他和Toby被扔出去。Toby對Les非常生氣，Les假裝把他相機的存儲卡掉進一杯咖啡裡（事實上Les是把相機的電池掉進咖啡裡，不是存儲卡，而Toby並不知道），並為Toby打印大頭照，並給幾個人看看。第二天，Toby說他的肚子痛，他不能和Les一起出去。Les離開後，Toby試圖離開，只發現Les把他鎖在公寓裡。然後他走進Les的房間，打開電腦，發現電腦上有K'harma和艾維斯·卡斯提洛的照片。感到被背叛，Toby拆下公寓的門逃走。
後來，看到Toby在公園裡散步，似乎又無家可歸，直到有一對情侶靠近他。他跑到那個男人身邊，刺傷了他的肚子。女方試圖勸他不要殺她，卻忘記了自己的台詞。這時，一陣鈴聲響起，展示公園裡是個片場，而Toby是主角。Les多次打電話給Toby的經紀人，試圖與Toby對話，直到Toby終於開口向他說話。Les提出道歉，約他一起喝咖啡，但Toby拒絕了。不久，Toby在片場向K'harma表白了自己的愛，這讓他的人氣大增。
妒忌的Les不久在他的公寓裡發現了一個古董相機，這是他父親送給他的。這個相機其實是一把隱藏的槍，他決定用它來謀殺Toby。在Toby的最新電影的首映禮上，他與K'harma一起走紅地毯。Les出現，並舉起相機，準備向Toby開槍，但看到Toby正在與K'harma親吻後，Les就停了下來。當他正想離開人群時，Toby看到他，並請他回來。他們握手，Les近距離拍下了他的照片。Les告訴Toby走吧，而Toby走下紅地毯進入首映禮。Les雖然對Toby仍然避開他感到失望，但他為Toby的名氣感到驕傲。
在片尾字幕後，Les出現在一個荷里活的脫口秀節目中，討論他拍下Toby的照片，採訪者稱其為「舉世震驚的照片」。

## 外部連結
- 互联网电影数据库（IMDb）上《Delirious》的资料（英文）